# Español medieval
El español o castellano medieval —también llamado romance castellano (AFI: [roˈmantse kasteˈʎano])— se refiere a las variantes del español habladas en la península ibérica entre el siglo IX hasta entrado el siglo XV aproximadamente; más específicamente, antes de que sucediera el reajuste consonántico que daría origen al español contemporáneo.

La primera obra extensa de la literatura en español antiguo es el llamado Cantar de mio Cid o Poema de mio Cid, creado a finales del siglo XII o principios del siglo XIII por autor anónimo.

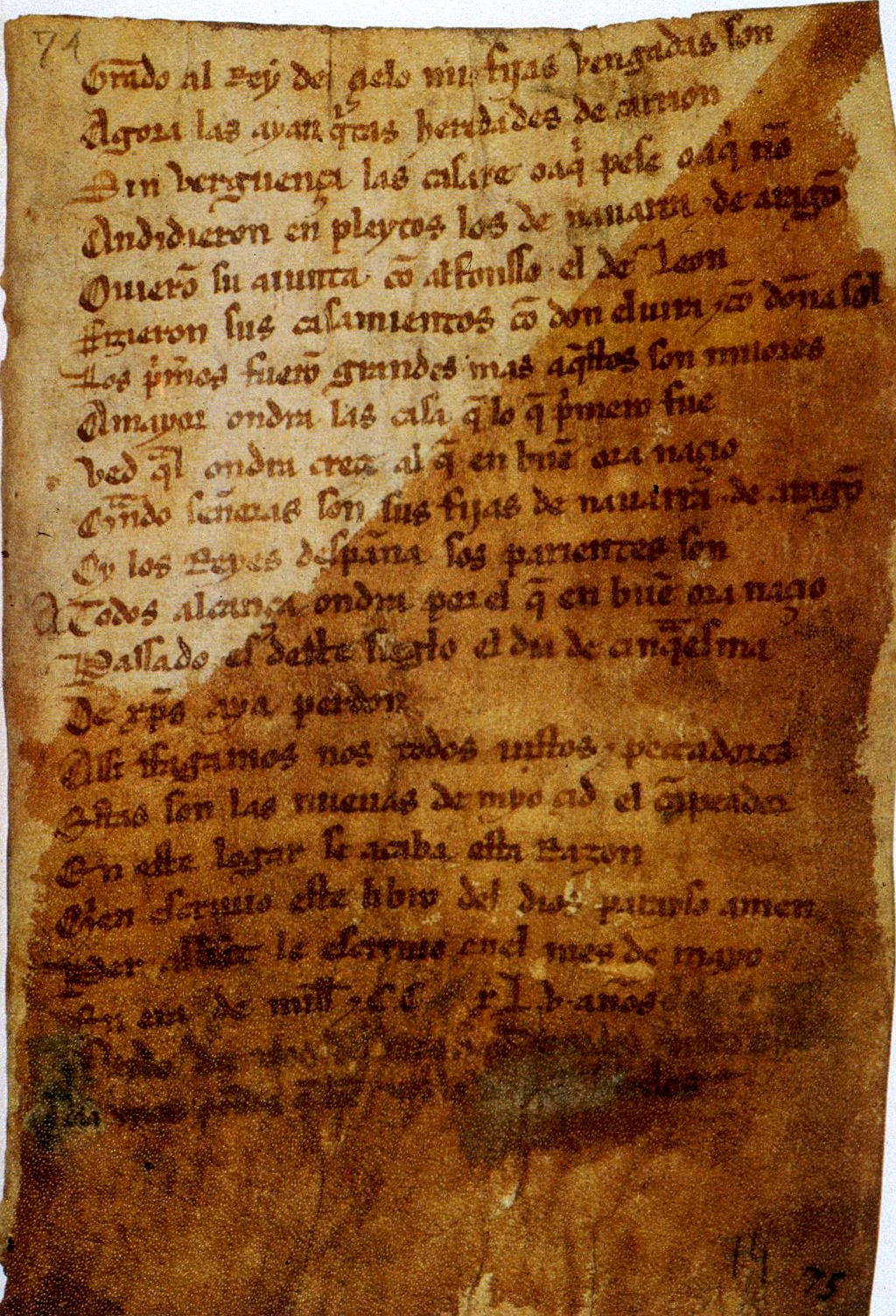
Folio 74 recto del Cantar de mio Cid, compuesto en un castellano de hacia 1200.

## Historia
Los primeros testimonios seguros del castellano medieval se remontarían al siglo XI. En otro tiempo se consideró que la Nodicia de Kesos era uno de los textos más tempranos, aunque hoy en día se considera que ese texto tiene rasgos de un romance asturleonés. Igualmente, las glosas emilianenses podrían corresponder a un romance navarroaragonés y no propiamente castellano. Los primeros testimonios literarios conservados se remontan al siglo XII en adelante.
El latín tardío de la península del que procede el castellano medieval experimentó una larga serie de cambios fonológicos y gramaticales hasta llegar al castellano moderno. Convencionalmente se agrupa la evolución de la lengua como:
- Español antiguo (o más propiamente castellano medieval), nombre usado universalmente para designar la lengua testimoniada entre los siglos X y XIV. Este estadio de la lengua se caracteriza por poseer un número elevado de sibilantes y distinguir entre fricativas sordas y sonoras.
- Español medio (o español áurico). Entre los siglos XV y XVII el español experimentó una serie de cambios que llevaron del castellano antiguo al castellano moderno. Entre ellos están el reajuste de las sibilantes, la fijación de la posición de pronombres clíticos y la equiparación de las formas compuestas de los verbos inergativos e inacusativos.
- Español moderno. A partir del siglo XVIII la fonología y gramática del castellano se reconocen como muy cercanas al castellano moderno, con diferencias ligeras.

Desde un punto de vista fonológico y gramatical el estadio más antiguo testimoniado es una lengua con importantes diferencias gramaticales y fonológicas con el castellano moderno, y es la lengua que se describe en este artículo.
|                  | Español moderno                                                                       |
|                  |                                                                                       |
| Lenguas criollas | \| \| Chabacano \| \| \| \| \| \| Palenquero \| \| \| \| \| \| Papiamento \| \| \| \| |
|                  | \| \| Chabacano \| \| \| \| \| \| Palenquero \| \| \| \| \| \| Papiamento \| \| \| \| |
|                  | Chabacano                                                                             |
|                  |                                                                                       |
|                  | Palenquero                                                                            |
|                  |                                                                                       |
|                  | Papiamento                                                                            |
|                  |                                                                                       |

|  | Chabacano  |
|  |            |
|  | Palenquero |
|  |            |
|  | Papiamento |
|  |            |

|                  | Español moderno                                                                       |
|                  |                                                                                       |
| Lenguas criollas | \| \| Chabacano \| \| \| \| \| \| Palenquero \| \| \| \| \| \| Papiamento \| \| \| \| |
|                  | \| \| Chabacano \| \| \| \| \| \| Palenquero \| \| \| \| \| \| Papiamento \| \| \| \| |
|                  | Chabacano                                                                             |
|                  |                                                                                       |
|                  | Palenquero                                                                            |
|                  |                                                                                       |
|                  | Papiamento                                                                            |
|                  |                                                                                       |

|  | Chabacano  |
|  |            |
|  | Palenquero |
|  |            |
|  | Papiamento |
|  |            |

## Descripción lingüística

### Fonética y fonología
El sistema fonológico del castellano antiguo era mucho más cercano al de las demás lenguas romances que el inventario actual. El inventario más antiguo que se puede reconstruir con seguridad se habría mantenido más o menos sin cambios entre los siglos X y XVI aproximadamente. Ese inventario habría estado dado por tres pares de sibilantes, sordas y sonoras con valor de distinción fonológica:
- Dos africadas dentales sorda y sonora: /ts/ y /dz/ (AFI: /ts/ y /dz/), representadas por las grafías ç ante a/o/u y c ante e/i, para el sonido sordo, y z para el sonoro;
- Dos fricativas apicoalveolares, sorda y sonora: /s/ y /z/, que contrastaban solo entre vocales, donde se escribía ss el sonido sordo y s el sonoro; en las demás posiciones la diferencia se neutralizaba y se representaba por s;
- Dos fricativas prepalatales (postalveolares), sorda y sonora: /š/ y /ž/ (como la sh inglesa y la j catalana o francesa, AFI /ʃ/ y /ʒ/) representadas con x la sorda, y con j, o g ante e, i la sonora.

En castellano medieval no existía el sonido fricativo velar sordo [x] correspondiente a la grafía moderna j o g (ante e, i) en la lengua moderna; tampoco existía el sonido interdental fricativo sordo [θ], del castellano de la península ibérica, que se representa hoy con las grafías z o c (ante e, i).
La v siempre se pronunciaba como un sonido fricativo, aunque no se sabe con certeza si su realización exacta era bilabial o labiodental. Una incongruencia de la lengua de la época era que la grafía <f> podía representar no solo su valor fonético actual sino también una aspiración (cf. la h inglesa), que luego desaparecería en la pronunciación de muchas regiones pero quedaría representada por una h etimológica: fasta ("hasta"), fablar ("hablar"). En algunos lugares de América y España aún se pronuncia la h, como en harto con [h] fricativa glotal.
Un fenómeno característico de algunos momentos del castellano medieval fue la llamada «apócope extrema» (véase Apócope en castellano).

#### Cuadro de consonantes
El inventario tratado en la sección anterior puede resumirse en la siguiente tabla de fonemas:
|             |          | Labial | Alveolar | Palatal | Velar |
| ----------- | -------- | ------ | -------- | ------- | ----- |
| Oclusiva    | Sorda    | p      | t        |         | k     |
| Oclusiva    | Sonora   | b      | d        |         | g     |
| Africada    | Sorda    |        | t͡s̻       | t͡ʃ      |       |
| Africada    | Sonora   |        | d͡z̻       | d͡ʒ      |       |
| Fricativa   | Sorda    | ɸ      | s̺        | ʃ       |       |
| Fricativa   | Sonora   | β      | z̺        | ʒ       |       |
| Nasal       | Nasal    | m      | n        | ɲ       |       |
| Vibrante    | Vibrante |        | ɾ, r     |         |       |
| Aproximante | Lateral  |        | l        | ʎ       |       |
| Aproximante | No-lat.  |        |          | ʝ       |       |

- El fonema /ɸ/ (que también se podría haber escrito como /f/ o /h/) tenía dos alófonos:
  - [f]/[ɸ], ante [w] como en fuerte o ante [ɾ] y [l] como en flor, frío
  - [h] en el resto de los casos como en horma, harina, humo, herramienta, hiebre (obsoleto), horno, hierro, etc.

Destaca en el sistema anterior que existía una serie completa de fricativas sonoras, desaparecida en español moderno, a través de diversos cambios: /β /> /b/, /ɸ /> /f/ o "Ø" según el contexto fonético; /z /> /s/, /ʒ/> /ʃ/> /x/. También desaparecieron varias fricativas a través de los cambios: /dʒ /> /tʃ/, /dz/> /z̪̺/ > /s̪̺/, /ts/> /s̪̺/. Este último fonema /s̪̺/ (sibilante predorso-alveolar) dio en español de la península ibérica /θ/ y en el resto del español /s/ (usualmente con articulación predorso-alveolar también).
A partir de finales del siglo XVI y mediados del siglo XVII el inventario fonológico habría quedado reducido por la pérdida de sonoridad en las fricativas y el reajuste de las sibilantes al siguiente inventario:
|                 |                 | Labial | Alveolar | Alveolar | Palatal | Velar | Glotal |
| Laminal         | Apical          | Labial |          |          | Palatal | Velar | Glotal |
| --------------- | --------------- | ------ | -------- | -------- | ------- | ----- | ------ |
| Obstruyente     | Sorda           | p      | t        | t        | t͡ʃ      | k     |        |
| Obstruyente     | Sonora          | b      | d        | d        |         | g     |        |
| Fricativa sorda | Fricativa sorda | f      | s̻        | s̺        | ʃ       |       | (h)    |
| Nasal           | Nasal           | m      | n        | n        | ɲ       |       |        |
| Vibrante        | Vibrante        |        | ɾ, r     | ɾ, r     |         |       |        |
| Aproximante     | Lateral         |        | l        | l        | ʎ       |       |        |
| Aproximante     | No-lat.         |        |          |          | ʝ       |       |        |

|             |          | Labial | Alveolar | Palatal | Velar | Glotal |
| ----------- | -------- | ------ | -------- | ------- | ----- | ------ |
| Obstruyente | Sorda    | p      | t        | t͡ʃ      | k     |        |
| Obstruyente | Sonora   | b      | d        |         | g     |        |
| Fricativa   | Sorda    | f      | s̻        | ʃ       |       | (h)    |
| Fricativa   | Sonora   |        | z̻        | ʒ       |       |        |
| Nasal       | Nasal    | m      | n        | ɲ       |       |        |
| Vibrante    | Vibrante |        | ɾ, r     |         |       |        |
| Aproximante | Lateral  |        | l        | ʎ       |       |        |
| Aproximante | No-lat.  |        |          | ʝ       |       |        |

#### Cuadro de vocales
Los textos en español medieval muestra los mismos cinco grafemas del español moderno < a, e, i, o, u > aunque algunas alternancias del tipo siento/sentimos (frente a lleno/llenamos) y cuezo/cocemos (frente a coso/cosemos) son evidencias de que originalmente debió existir una diferencia entre vocales semicerradas (/e/, /o/) y vocales semiabiertas (/ɛ/, /ɔ/).
Este sistema es similar al de muchas lenguas romances como el gallego, el portugués (excluyendo sus vocales nasales) o el catalán. Sin embargo, los fonemas /ɛ/, /ɔ/ —que solo se daban en sílaba tónica— debieron desaparecer rápidamente, dando lugar a diptongos crecientes /je/, /we/ en sílaba tónica (*tɛnes > tienes, *pɔdo > puedo) y a vocales semicerradas /e/, /o/ en sílaba átona. El siguiente cuadro resume las vocales presentes en español medieval arcaico reconstruibles a partir de la evidencia del latín y las alternancias presentes en español medieval tardío:
|             | Anterior | Central | Posterior |
| ----------- | -------- | ------- | --------- |
| Cerrada     | i        |         | u         |
| Semicerrada | e        |         | o         |
| Semiabierta | *ɛ       |         | *ɔ        |
| Abierta     |          | a       |           |
El origen de estas vocales se remonta a distinciones de cantidad presentes en latín clásico y transformadas en el latín tardío en distinciones de abertura. En principio en sílaba tónica se mantiene el timbre de la vocal del latín tardío, excepto en casos en que una sílaba produce un efecto de metafonía provocando que la vocal tónica fuera un poco más cerrada. La siguiente tabla resume el origen de las vocales del español (los casos de metafonía se indican mediante met):
| Fonema | Español moderno       | Latín tardío         | Latín clásico                           |
| ------ | --------------------- | -------------------- | --------------------------------------- |
| /*i/   | vida hijo vendimia    | /*i/ /*emet/ /*emet/ | /Ī/: VĪTA /I/: FILIU(M) /Ē/: VINDĒMIA   |
| /*e/   | llena estrecho madera | /*e/ /*ɛmet/         | /Ē/: PLĒNA /I/: STRICTU(M) /E/: MATERIA |
| /*ɛ/   | cielo                 | /*ɛ/                 | /E/: CELU(M)                            |
| /*a/   | rayo haya             | /*a/                 | A: RADIU(M) Ā: FĀGEA                    |
| /*ɔ/   | puerta                | /*ɔ/                 | /O/: PORTA                              |
| /*o/   | todo copa             | /*o/ /*ɔmet/         | Ō: TŌTU(M) U: CUPPA                     |
| /*u/   | luna cuña             | /*u/ /*omet/         | Ū: LŪNA U: CUNEA                        |

#### Ortografía
La ortografía del español medieval, en lo que respecta a las sibilantes, es idéntica a la que se sigue usando en portugués moderno, lengua que sigue reflejando los valores fonéticos originales (al no haber sufrido el reajuste de las sibilantes que se dio en español medio entre los siglos XVI y XVII). La ortografía española se debe a la reforma de 1815. El antiguo sonido del castellano medieval [z] se representaba como ⟨ s ⟩ entre vocales, y en español moderno solo aparece como alófono frente a consonantes sonoras. Ejemplos de grafía de las sibilantes son:
xefe (español mod. jefe, cf. portugués chefe)
Xeres (esp. mod. Jerez, cf. portugués Xerez)
oxalá (esp. mod. ojalá, cf. portugués oxalá)
dexar (esp. mod. dejar, cf. portugués deixar)
vezino (esp. mod. vecino, cf. portugués vizinho)
fazer o facer (esp. mod. hacer, cf. portugués fazer)
dezir (esp. mod. decir, cf. portugués dizer)
lança (esp. mod. lanza, cf. portugués lança)
plaça (esp. mod. plaza, cf. portugués praça)
passar (esp. mod. pasar, cf. portugués passar)
cozina (esp. mod. cocina, cf. portugués cozinha)
foces 'hoces', fozes 'garganta' (esp. mod. hoces en ambos casos, cf. portugués foices, fozes)
coxo 'paticojo' / cojo 'agarro' (esp. mod. cojo en ambos casos, cf. portugués coxo, colho)
osso (animal), oso (osar) (esp. mod. oso en ambos casos, cf. portugués urso, osso)
Los términos xeque 'jeque' y xerife 'jerife' son préstamos del árabe, xeque del árabe šeikh y xerife del árabe šarīf; que en español moderno tienen un sonido /x/ (de la j) para lo que inicialmente fue /š/.
Las letras ⟨b⟩ y ⟨v⟩ posiblemente marcaban sonidos diferentes; ⟨b⟩ representaba una oclusiva en posición inicial (y tal vez entre vocales); mientras que ⟨v⟩ entre vocales representaba una aproximante o fricativa labial (o labiodental), y en posición inicial tenía el mismo sonido [b]. En la reforma ortográfica de 1815, se decidió que ⟨b⟩ y ⟨v⟩, que por entonces ya no correspondían a sonidos diferentes, representaran etimológicamente la grafía latina siempre que fuera posible (con muy pocas excepciones como boda < lat. vota). Algunos ejemplos de ortografía antigua:
aver (esp. mod. haber, cf. latín habēre, portugués haver)
caber (esp. mod. caber, cf. latín capere, portugués caber)
bever (esp. mod. beber, cf. latín bibere; portugués beber < antiguo bever)
bivir/vivir (esp. mod. vivir, cf. latín vīvere, portugués viver)
amava (esp. mod. amaba, cf. latín amābam/amābat, portugués amava)
La letra ⟨f⟩ presentaba dos alófonos, uno labiodental [f] y otro labial [ɸ] (como en fuente). El primero dio normalmente en español medieval tardío y español medio /h/ representado como ⟨h⟩ (aunque flor > flor no *hlor y fiel > fiel no *hiel), mientras que el segundo dio en español moderno [f]. Mientras que la mayoría de ⟨h⟩ del español medieval eran puramente etimológicas y eran mudas (ya que la /h/ original del latín había caído). Ejemplos:
fablar (esp. mod. hablar)
fazer o facer (esp. mod. hacer)
fijo (esp. mod. hijo)
foces / fozes (esp. mod. hoces)
follín (esp. mod.  hollín)
ferir (esp. mod.  herir)
falso (esp. mod.  falso)
fama (esp. mod.  fama)
forma (esp. mod.  forma y horma)
fiel (esp. mod.  fiel)
fuerte (esp. mod.  fuerte)
flor (esp. mod.  flor)
filo (esp. mod.  filo e hilo)
fermoso (esp. mod. hermoso)
fondo (esp. mod. fondo y hondo)
ferencia (esp. mod. herencia)
farina (esp. mod. harina)
Nótese que en muchos cultismos (fama, falso) se mantiene el sonido [f]. El cambio /f/ > /h/ fue gradual y no se dio uniformemente igual en todas partes. Esa es la razón por la que existen variantes como: Fernández / Hernández (< esp. med. Fernández), Ferrero / Herrero, fierro / hierro o fondo / hondo; satisfacer / hacer.

### Morfología

#### Conjugación verbal
En el cambio del castellano antiguo al español moderno se produjeron numerosos cambios analógicos y regularizaciones, especialmente en el paradigma verbal. Por ejemplo, en español antiguo son frecuentes formas de pretérito perfecto simple en -uve, muchas retenidas aún en la lengua moderna (anduve, tuve,...), pero otras ya desaparecidas como (conuve, 'conocí' o similarmente truxe, 'traje',...).
| Latín    | Castellano antiguo | Forma regularizada | Estadio |
| -------- | ------------------ | ------------------ | ------- |
| COGNŌVĪ  | conuve             | conocí             | (1)     |
| TRŪXĪ    | truxe              | traje              | (2)     |
| AMBULĀVĪ | anduve             | *andé              | (3)     |
| TENUĪ    | tuve               | *tení              | (4)     |
El estadio (1) corresponde a formas universalmente regularizadas en todas las variedades del español, el estadio (2) corresponde a formas generalmente regularizadas con formas arcaicas dialectales marginales, el estadio (3) corresponde a tendencias del español que se encuentran más asentadas en unos dialectos que en otros. Finalmente el estadio (4) es una tendencia regularizadora que solo se encuentra en fases iniciales de adquisición de la lengua.
Otra característica en que difieren el español medieval y el español moderno es el número de prefijos. A partir del siglo XIII aparecen en español nuevas perífrasis, frecuentemente apoyadas por preposiciones, para indicar valores de obligación, posibilidad, dirección, mandato, ruego, etc. Por el contrario, ciertas perífrasis o elementos clíticos de la flexión verbal pasan a ser afijos. Así las formas de futuro correspondientes a cantar-é, cantar-ás, cantar-á,..., que en español moderno son inseparables y, por tanto, verdaderos afijos, eran separables en español medieval:
Matarlos emos a todos
'Los materemos a todos' (Primera Crónica General)
Combidar le yen de grado
'Le invitarían de buen grado' (Mio Çid)
La primera oración tiene un significado de futuro, no hay un significado de obligación (como lo habría en español moderno en '*los hemos de matar a todos').
Estas formas analíticas de futuro, presentes hoy en día únicamente en la lengua portuguesa, son consecuencia de la sustitución de las formas latinas de futuro por perífrasis compuestas de infinitivo con el verbo haber. La síntesis de estas construcciones perifrásticas dará lugar a las formas actuales de futuro. Sin embargo, durante algún tiempo la reminiscencia de aquellas formas perifrásticas permitió la interposición de elementos pronominales.
El futuro analítico presentaba una construcción más rígida, al exigir que la oración se iniciase por las formas verbales. Por otra parte, el paralelismo con las formas sintéticas presentaba dificultades cuando se aplicaban a determinados verbos irregulares: hacer, tener, venir, poder, etc. Según la profesora Concepción Company, en la lengua española medieval estas formas de futuro se presentan estables durante toda la Edad Media; entre un 8 % y un 17 % de los casos estudiados, durante todo este tiempo no se observan cambios fundamentales, pero en el siglo XVI su uso disminuye notablemente y se puede decir que la forma ha desaparecido de la gramática española a finales del siglo XVI.

#### Flexión nominal
Los nombres sufrieron relativamente pocos cambios en el paso del español medieval al español moderno en cuanto a su flexión. Destacan entre los principales cambios:
- La eliminación de algunas formas de singular en -s como tiempos (latín < tempus) 'tiempo' (ya solo conservado en algunos refranes) o uebos (latín < opus) 'trabajo, obra, esfuerzo' como en las oraciones siguientes:
qué tiempos,... 'qué época [más...]'
uebos me es fazerlo (< opus mihi est illud facere) 'estoy obligado a hacerlo'
- Regularizaciones de género y creación de formas analógicas para el femenino. En español medieval palabras como juez no admitían femenino (ser juez y parte) aunque en algunas variantes de español moderno se ha generalizado el uso de formas como jueza.

#### Pronombres
El español medieval usó la forma vos, que era al igual que ahora una forma de segunda persona, pero se empleaba tanto para el plural como para el trato de respeto en singular. Para distinguir ese uso se introdujo una forma de plural informal vosotros que se oponía a vos. La forma vos tendió a generalizarse, de manera similar a lo que sucede en las variantes de español con voseo.
Por esa razón se hizo común en situaciones formales usar la forma vuestra merced > vuesarced > vuesaced > vuested > usted (con muchas otras variantes) que marcaba aún más la distancia y el respeto. La generalización como forma de plural de vosotros llevó por analogía a la creación de la forma nosotros (presente hoy en día en todas las variedades). Posteriormente en Andalucía, Canarias y América la forma vosotros sería substituida por ustedes.
En los pronombres clíticos (me, te, la, lo, le,...) los cambios se centran especialmente en el orden sintáctico. En español medieval tendían a ser posverbales con mayor frecuencia que en español moderno (de hecho con formas finitas el español moderno requiere el ascenso de clítico obligatorio a posición preverbal).
Algunos ejemplos muy antiguos en el Poema de Mio Cid muestran casos de leísmo:
al bueno de Mio Çid en Alcoçer le van a çercar
'Al bueno de Mio Cid lo van a buscar a Alcocer'
Aunque en general en español medieval existen casos documentados de leísmo, este tiene una difusión menor que la que alcanza hoy en español del centro de la península ibérica. Otro cambio que afecta a le es que en español antiguo, cuando acompaña a un clítico de objeto directo de tercera persona, tiene un alomorfo ge- (que en español moderno se confunde con > se):
digelo
'Se lo di' < díselo
su amigo gelo tomó
'Su amigo se lo arrebató'
El origen de estas formas está en las expresiones latinas con ILLE, ILLA:
gelo < /*eljelo/  < ILLĪ ILLU(M)
gela < /*eljela/  < ILLĪ ILLA(M)
gelos < /*eljelos/  < ILLĪ ILLŌS
gelas < /*eljelas/  < ILLĪ ILLĀS
Hacia el siglo XV se habría completado el cambio ge- /že-/ > /še/ y posteriormente un proceso de reanálisis morfológico dio /še/ > se.

### Sintaxis
En castellano medieval los perfectos compuestos de los verbos de movimiento se construían con el auxiliar "ser":
(1) Las mugieres son llegadas a Castiella.
'Las mujeres han llegado a Castilla'.
La pertenencia o posesión se expresaba con el verbo aver (haber):
(2) Pedro ha dos fijas
'Pedro tiene dos hijas'
En el pretérito perfecto compuesto, el participio pasado solía concordar en género y número gramaticales con el objeto directo. Por ejemplo:
(3) María ha cantadas dos canciones
'María ha cantado dos canciones.'
Las características (1) a (3) ya no se presentan en el español moderno, aunque otras lenguas románicas, como el francés y el italiano, las siguen manteniendo. La característica (3) también pervive en asturleonés:
(1a) Les femmes sont arrivées en Castille
(1b) Le donne sono arrivate in Castiglia
'Las mujeres han llegado a Castilla'
(2a) Pierre a deux filles
(2b) Pietro ha due figlie
'Pedro tiene dos hijas'
(3a) Les chansons que Marie a chantées
(3b) Le canzoni che Maria ha cantate [no en el italiano contemporáneo]
(3c) Les canciones que María tien cantáes
'Las canciones que María ha cantado'
Los pronombres personales átonos podían ir enclíticos (pospuestos al verbo) no solo en el imperativo positivo, en infinitivo y en gerundio, sino también en cualquier forma verbal, incluso en los sustantivos (como lo atestiguan muchas de estas formas en el poema del Cid).
Generalmente, los pronombres átonos eran enclíticos en las oraciones principales y proclíticos en las subordinadas, como en los siguientes ejemplos:
tornóse pora su casa
'Se volvió para su casa'
mánole va besar
'Le va a besar la mano'
El orden de palabras dentro de la frase era algo más libre que el del español moderno, muchas veces con el verbo al final: Cuya es la cosa, genitivo caso es.

#### Marcaje de relaciones sintácticas
Otro aspecto en que difieren el español moderno del medieval es que el primero requiere el uso de la preposición a cuando el objeto directo es una persona (y ocasionalmente un ente animado):
Juan vio a su amigo (español actual) / *Juan vio su amigo (español medieval)
Este uso de a en castellano antiguo no era obligatorio, y se reservaba para oraciones en las que podía existir ambigüedad como en mordió el perro al gato. Otras diferencias relacionadas con el marcaje de relaciones sintácticas, que en latín llevaban ablativo, mediante la preposición de o a que ya no se usa para esos usos en español moderno:
De Judas mui peor (Berceo)
'Mucho peor que Judas (Mio Cid)
A los judíos te dexaste prender
'Te dejaste atrapar por los judíos
Dexadas seredes de nos (Mio Cid)
Seréis abandonadas por nosotros'
Cuando en español moderno se substituyen por otras preposiciones u otras construcciones.

### Léxico histórico
El vocabulario evoluciona constantemente a lo largo de la historia de una lengua. Hay vocablos que poco a poco se vuelven arcaicos o desusados; luego son sustituidos por nuevos términos o simplemente cambian de significado. Además, el desarrollo de la tecnología también conlleva la incorporación de nuevas palabras al vocabulario de un idioma. En el castellano medieval, existían palabras, hoy desusadas, que ya resultaría imposible entender sin ayuda del diccionario: cras (del latín CRAS 'mañana' con el sentido del "día siguiente"); man (del latín MANE 'amanecer'); uço (uzo) (del latín USTIUM 'puerta pequeña, postigo').
Una curiosidad del español antiguo es que muchas palabras que llevaban un grupo consonántico culto latino como -CT- o -PT- estaban simplificadas. Pero luego la forma culta fue reintroducida en la lengua, dando a veces dobletes con diferentes significados. Por ejemplo: ACCEPTARE > acetar (forma antigua) > aceptar (forma moderna); CAPTARE > catar (forma antigua, con el significado de "mirar") > captar (forma moderna); RESPECTUS > respeto (forma antigua) > respeto y respecto (formas modernas).
A continuación se presentan algunas formas en latín y sus correspondientes en castellano medieval y en español moderno.
| Latín                                   | Castellano antiguo                        | Español moderno                             |
| --------------------------------------- | ----------------------------------------- | ------------------------------------------- |
| ACCEPTĀRE, CAPTĀRE, EFFECTUS, RESPECTUS | acetar, catar, efeto, respeto             | aceptar, captar, efecto, respecto y respeto |
| ET, NON, NŌS, HĪC                       | e, et; non, no; nós; í                    | y, e; no; nosotros; ahí                     |
| stabat; habui, habebat; facere, fecisti | estava; ove, avié; far/fer/fazer, feziste | estaba; hube, había; hacer, hiciste         |
| HŌMINEM, MŪLIER, INFĀNS                 | omne; mugier, muger; ifante               | hombre, mujer, infante                      |
| CRĀS, MANE (>MANEANA); NŪNQUAM          | cras, man, mañana; nunqua                 | mañana, nunca                               |
| QUANDO, QUID, QUĪ (QUEM), QUŌ MŌDŌ      | quando, que, qui, commo/cuemo             | cuando, que, quien, como                    |

## Texto con pronunciación
Lo siguiente es un fragmento del Cantar de mio Cid (versos 330–365). En la primera columna puede verse la transcripción normativa del manuscrito original; en la segunda, la traducción en la lengua moderna.
| –Ya Señor glorioso, Padre que en çielo estás, Fezist çielo e tierra, el terçero el mar, Fezist estrellas e luna, e el sol pora escalentar, Prisist encarnaçión en Santa Marîa madre, En Beleem apareçist, commo fue tu veluntad, Pastores te glorificaron, oviéronte a laudare, Tres reyes de Arabia te vinieron adorar, Melchior e Gaspar e Baltasar, oro e tus e mirra Te ofreçieron, commo fue tu veluntad. Salvest a Jonás quando cayó en la mar, Salvest a Daniel con los leones en la mala cárçel, Salvest dentro en Roma al señor San Sabastián, Salvest a Santa Susaña del falso criminal, Por tierra andidiste treinta e dos años, Señor spirital, Mostrando los miráclos, por èn avemos què fablar, Del agua fezist vino e de la piedra pan, Resuçitest a Lázaro, ca fue tu voluntad, A los judîos te dexeste prender, do dizen monte Calvarie Pusiéronte en cruz, por nombre en Golgotá, Dos ladrones contigo, èstos de señas partes, El uno es en paraîso, ca el otro non entró allá, Estando en la cruz vertud fezist muy grant, Longinos era çiego, que nunquas’ vio alguandre, Diot’ con la lança en el costado, dont ixió la sangre, Corrió la sangre por el astil ayuso, las manos se ovo de untar, Alçólas arriba, llególas a la faz, Abrió sos ojos, cató a todas partes, En ti crovo al ora, por èn es salvo de mal. En el monumento resuçitest e fust a los infiernos, Commo fue tu voluntad, Quebranteste las puertas e saqueste los padres santos. Tù eres rey de los reyes e de tod el mundo padre, A ti adoro e creo de toda voluntad, E ruego a San Peidro que me ajude a rogar Por mio Çid el Campeador, que Dios le curie de mal, Quando oy nos partimos, en vida nos faz juntar.– | –Oh, Señor glorioso, Padre que en cielo estás, Hiciste cielo y tierra, el tercero el mar, Hiciste estrellas y luna, y el sol para calentar, Te encarnaste en Santa María madre, En Belén apareciste, como fue tu voluntad, Pastores te glorificaron, te tuvieron que loar, Tres reyes de Arabia te vinieron a adorar, Melchor y Gaspar y Baltasar, oro e incienso y mirra Te ofrecieron, como fue tu voluntad. Salvaste a Jonás cuando cayó en la mar, Salvaste a Daniel con los leones en la mala cárcel, Salvaste dentro de Roma al señor San Sebastián, Salvaste a Santa Susana del falso criminal, Por tierra anduviste treinta y dos años, Señor espiritual, Mostrando los milagros, por ende tenemos qué hablar, Del agua hiciste vino y de la piedra pan, Resucitaste a Lázaro, porque fue tu voluntad, A los judíos te dejaste prender, donde dicen monte Calvario Te pusieron en cruz, por nombre en Gólgota, Dos ladrones contigo, éstos de sendas partes, El uno es en paraíso, porque el otro no entró allá, Estando en la cruz virtud hiciste muy grande, Longinos era ciego, que nunca se vio jamás, Te dio con la lanza en el costado, donde salió la sangre, Corrió la sangre por el astil abajo, las manos se las tuvo que untar, Las alzó arriba, las elevó a la faz, Abrió sus ojos, miró a todas partes, En ti creyó entonces, por ende es salvado de mal. En el monumento resucitaste y fuiste a los infiernos, Como fue tu voluntad, Quebrantaste las puertas y sacaste los padres santos. Tú eres rey de los reyes y padre de todo el mundo, A ti te adoro y creo de toda voluntad, Y ruego a San Pedro que me ayude a rogar Por mi Cid el Campeador, que Dios le cure de mal, Cuando hoy nos partamos, en vida haznos juntar.– |